# Abutilon indicum
El abutilon indio o malva india (Abutilon indicum) es un pequeño arbusto perteneciente a la familia Malvaceae, es originario de las regiones tropicales y subtropicales de Asia y es cultivado como planta ornamental. Esta planta es utilizada a menudo como de planta medicinal y es considerada como invasora en algunas islas tropicales.

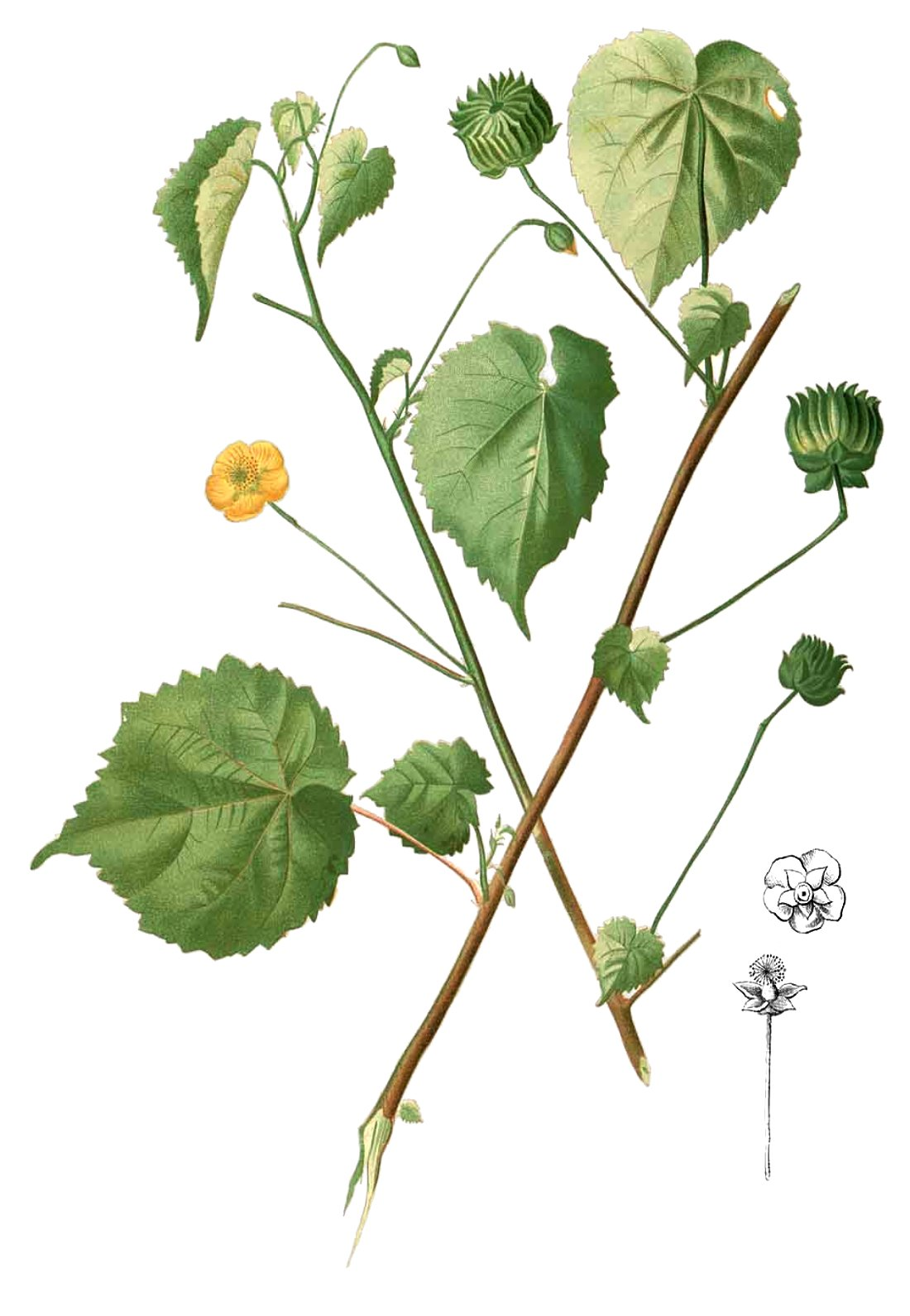
Ilustración

## Descripción
Son subarbustos anuales o perennifolios, erectos muy ramificado, que alcanza los 1-2.5 m de altura. Con estípulas subuladas de 1-2 mm, curvada hacia afuera; el pecíolo de 2-4 cm, gris y peludo. Con flores solitarias, axilares, de 2-2.5 cm de diámetro. La corola amarillo uniforme con los pétalos de 7-8 mm de longitud. El fruto es de color negro, plano de 1,5 cm de diámetro. Las semillas son reniformes, escasamente estrelladas.

## Distribución y hábitat
Se encuentra en sitios perturbados en suelos arenosos, por debajo de 800 (-1500) metros, en Fujian, Guangdong, Guangxi, Guizhou, Hainan, Sichuan, Taiwán y Yunnan de China, también en Birmania, Bután, Camboya, India, Indonesia, Laos, Nepal, Sri Lanka, Tailandia y Vietnam.

## Usos medicinales
En la medicina tradicional, A. indicum se utiliza como emoliente, afrodisíaco, laxante, diurético, pulmonar y sedante (hojas). La corteza es astringente y diurética; laxante, expectorante y emoliente (semillas); laxante y tónica, antiinflamatoria y antihelmíntica (planta); analgésico (aceite), diurético y para la lepra (raíces). Toda la planta es desarraigada, se seca y convierte en polvo. En la antigüedad, las doncellas tomaban una cucharada de este polvo con una cucharada de miel, una vez al día, durante 6 meses, hasta el día del matrimonio, para obtener un embarazo seguro y rápido. Las hojas también se pueden utilizar para tratar las úlceras, dolor de cabeza, la gonorrea y la infección de la vejiga.
La planta es muy utilizada en la medicina Siddha. De hecho, la raíz, corteza, flores, hojas y semillas se usan con fines medicinales por los tamiles. Las hojas se utilizan como complemento de los medicamentos que se usan. Las flores se utilizan para aumentar el semen en los hombres.

## Principios activos
Un extracto de metanol de A. indicum tiene algunas propiedades antimicrobianas. Un compuesto químico, β-sitosterol, que ha sido identificado como el ingrediente activo de muchas plantas medicinales, está presente en A. indicum y un extracto de éter de petróleo proporcionan propiedades larvicidas contra las larvas del mosquito Culex quinquefasciatus.

## Taxonomía
Abutilon indicum fue descrita por (Link) Sweet  y publicado en Hortus Britannicus 1: 54. 1826.
Etimología
Abutilon: nombre genérico que podría derivar del árabe abu tilun,  nombre de la "malva índica".
indicum: epíteto geográfico que alude a su localización ceracan a al Océano Índico.
Variedades
- Abutilon indicum subsp. albescens (Miq.) Borss.Waalk.
- Abutilon indicum var. australiense Hochr. ex J.Britten
- Abutilon indicum var. guineense (Schumach.) K.M.Feng

Sinonimia
| - Abutilon albidum (Willd.) Sweet - Abutilon albidum (Willd.) Hook. & Arn. - Abutilon album Hill - Abutilon arborescens Medik. - Abutilon asiaticum (L.) Sweet - Abutilon asiaticum (L.) G. Don - Abutilon asiaticum (L.) Guill. & Perr. - Abutilon asiaticum var. subasperum Fosberg - Abutilon asiaticum var. supraviride Fosberg - Abutilon australe var. malvifolium (Benth.) Baker f. - Abutilon cavaleriei H.Lév. - Abutilon croizatianum Moscoso - Abutilon cunninghamii Benth. - Abutilon cysticarpum Hance ex Walp. - Abutilon elongatum Moench - Abutilon frutescens Medik. - Abutilon grandiflorum G.Don - Abutilon hirsutissimum Moench - Abutilon indicum var. albidum (Willd.) Baker f. - Abutilon indicum var. asiaticum (L.) Griseb. - Abutilon indicum var. microphyllum Hochr. - Abutilon indicum var. populifolium (Lam.) Wight & Arn. ex Mast - Abutilon indicum var. populifolium (Lam.) Wight & Arn. - Abutilon indicum var. welwitschii Baker f. | - Abutilon leiospermum Griseb. - Abutilon malvifolium (Benth.) J.M.Black - Abutilon malvifolium (Benth.) Domin - Abutilon oxycarpum var. malvifolium Benth. - Abutilon populifolium (Lam.) Sweet - Abutilon populifolium (Lam.) G. Don - Abutilon pubescens (Cav.) Urb. - Abutilon subpapyraceum Hochr. - Abutilon vesicarium (Cav.) Sweet - Beloere cistiflora Shuttlew. ex A.Gray - Sida albida Willd. - Sida asiatica L. - Sida beloere L'Hér. - Sida coronata Scop. - Sida doniana D.Dietr. - Sida eteromischos Cav. - Sida guilleminiana Steud. - Sida hookeri D.Dietr. - Sida indica L. - Sida meridionalis Salisb. - Sida polycarpa D.Dietr. - Sida populifolia Lam. - Sida pubescens Cav. - Sida vesicaria Cav. |

## Nombres comunes
- nombre en Tamil: " thuthi "
- nombre en sánscrito: अतिबला Atibalaa
- nombre en Telugu: Duvvena Kayalu